# Haute École de musique de Genève
Ne doit pas être confondu avec Conservatoire de musique de Genève.
Pour les articles homonymes, voir HEM.
La Haute École de musique de Genève (HEM) est une institution d'enseignement supérieur professionnel de la musique à Genève et Neuchâtel en Suisse.

## Statut
La HEM est une fondation de droit public créée en 2009. Elle fait partie du Domaine Musique et arts de la scène de la Haute École spécialisée de Suisse occidentale (HES-SO).

Ses filières d’étude Bachelor et Master sont reconnues par la Confédération suisse.

Le mandat de la HEM comprend l'enseignement au niveau des cycles Bachelor et Master, la recherche artistique, la formation continue de musiciens professionnels, des prestations et des productions artistiques.
La HEM dispose d'un site d'enseignement décentralisé situé à Neuchâtel,.

## Histoire
Entre 2007 et 2009, un processus a réuni en une seule fondation de droit public les filières professionnelles du Conservatoire de musique de Genève, de l’Institut Jaques-Dalcroze, et du Conservatoire de musique neuchâtelois qui a ensuite été rattachée à la HES-SO-Genève.
Parmi les centaines de manifestations publiques réalisées depuis sa création on trouve des collaborations avec des partenaires variés en Suisse et à l’étranger, notamment Outsider de Rachid Ouramdane au Grand Théâtre (Genève) (3-5 mai 2024).
La HEM accueille tout au long de l'année académique plus de 600 étudiants, en provenance des cinq continents, dont une centaine sur le site d’enseignement de Neuchâtel. Les étudiants sont encadrés par une centaine de professeurs et d’intervenants invités, tous actifs dans la vie artistique et académique.

## Campus de Genève
Les bâtiments qui abritent les activités de la HEM sont situés au cœur de la ville à proximité immédiate d’institutions culturelles et de grandes salles de spectacle (Grand-Théâtre de Genève, Victoria Hall, Bâtiment des forces motrices, Centre du Grütli).
Le bâtiment principal (rue du Général Dufour 2) est celui de l’ancienne École de commerce (1901-1917) édifiée par l’architecte du Grand-Théâtre Jacques-Élysée Goss,. Il a ensuite été occupé successivement par l’École des Beaux-Arts et la HEAD (1969-2021). Il abrite actuellement plusieurs salles de concert dont une black-box, un espace consacré aux musiques du monde, une salle de cinéma et de nombreuses salles de cours. La salle de la Bourse (rue du Grütli 5) occupe les locaux de l’ancienne Bourse de Genève,rénovée par Goss (1915-1986) qui ont été transformés en une salle d’audition et en plusieurs salles de cours. Les immeubles voisins de la rue Petitot 8-10 abritent, entre autres, le Centre de musique électroacoustique et une partie des activités du département de Musique ancienne. Des salles de cours sont aussi logées rue du Stand 58. Le Centre de percussions se trouve sous l’esplanade Uni-Mail (boulevard du Pont-d’Arve 40).

## Campus de Neuchâtel
Construit dans le nouveau quartier Ecoparc le site de Neuchâtel de la HEM occupe un des deux bâtiments du Campus-Arc conçu par Bauart et inauguré les 15 et 16 mai 2009. Il est équipé de deux auditoriums, d’une bibliothèque, d’une cafeteria et de nombreux espaces de travail et de rencontre. Le site neuchâtelois de la HEM partage ses locaux avec le Conservatoire de musique neuchâtelois et la Haute école de gestion Arc.
En décembre 2017, le Conseil d’État neuchâtelois a manifesté sa volonté de fermer l’antenne neuchâteloise de la Haute école de musique de Genève. Cette décision a été refusée à la suite de l’acceptation le 18 février 2020 de l’initiative législative populaire « Pour le maintien d’une formation musicale professionnelle dans le canton de Neuchâtel » par le Grand Conseil, assurant ainsi la pérennisation du site.  

## Cité de la Musique
Un projet de Cité de la Musique à la place des Nations à Genève a vu le jour en septembre 2013 avec l’appui d’une fondation privée. Le nouvel édifice avait vocation à accueillir la HEM et l’Orchestre de la Suisse romande. À l’automne 2017, un concours d’architecture a retenu la proposition des bureaux de P.-A. Dupraz et G. Byrne. Le projet a suscité un large débat qui a débouché sur une votation le 13 juin 2021 portant sur le plan localisé de quartier (PLQ 30134) « Cité de la musique » qui a été rejeté, entraînant l’abandon du projet.

## Nouveau projet d'infrastructures
À l’automne 2022, un nouveau projet a vu le jour consistant à aménager dans les anciens locaux de la Radio-Télévision Suisse un bâtiment entièrement destiné à la HEM, qui pourrait abriter l’ensemble des activités du campus de Genève.

## Structures académiques
Le champ historique et stylistique de la HEM va de la musique médiévale – au sein du Département de musique ancienne – à la création contemporaine.

La HEM compte six départements, recouvrant tous les métiers de la musique.
- Département des instruments à clavier
- Département des instruments d'orchestre
- Département vocal
- Département de musique ancienne
- Département musique et mouvement
- Département composition et théorie

La HEM gère un orchestre symphonique à grand effectif, plusieurs orchestres de chambre, un orchestre baroque, un chœur, un chœur de chambre, un ensemble contemporain.

## Filières
Conformément aux structures de l'espace éducatif européen, l’enseignement de base s’organise en deux cycles d’études : le cycle du Bachelor of Arts d'une durée de trois ans, et celui du Master of Arts d'une durée de deux ans.
De nombreuses orientations sont proposées au sein des six filières :
- BA en musique
- BA en musique et mouvement.
- MA en pédagogie musicale
- MA en interprétation musicale
- MA en interprétation musicale spécialisée
- MA en composition et théorie
- MA en ethnomusicologie (en partenariat avec l'Université de Genève et l'Université de Neuchâtel)

## Recherche
Depuis 2004, la HEM a été à l’initiative de plus de 80 projets de recherche appliquée portant sur des sujets qui couvrent la plupart des champs de la pratique artistique (création et nouvelles technologies, interprétation historiquement informée, art et sciences, dialogue interculturel, pédagogie musicale, métiers de la musique, etc.) et ont permis de nouer de nombreuses collaborations avec des partenaires en Suisse et dans le monde.
Afin de diffuser les résultats de ses projets de recherche, la HEM a créé plusieurs collections d’ouvrages scientifiques : « Musique à Genève » (en collaboration avec l’Université de Genève), « Musique & Recherche » (diffusés par la Librairie Droz), « Musique & Matières » (en collaboration avec les éditions L’Œil d’or). La HEM a aussi publié des CD en collaboration avec plusieurs labels discographiques : Claves Records, B Records et Ricercar.
La HEM abrite l’Institut de recherche en musique et arts de la scène (IRMAS) qui réunit la HEM, la Haute école de musique de Lausanne (HEMU) et La Manufacture - HETSR (Haute école de théâtre de Suisse romande).

## Partenariats
La HEM collabore notamment avec les institutions suivantes :
- Université de Genève (prestations d’enseignement croisées avec l’unité de musicologie, bachelor musique et musicologie, prestations des services sociaux et culturels)
- Université de Neuchâtel (MA en ethnomusicologie)
- Orchestre de la Suisse romande
- Orchestre de chambre de Genève
- Ensemble de musique contemporaine Contrechamps (académies d’orchestre, stages d’insertion professionnelle).
- Grand-Théâtre de Genève
- Concours international d'exécution musicale de Genève